# Elvira, maîtresse des ténèbres
Série Elvira
Elvira et le Château hanté
(2001)
Pour plus de détails, voir Fiche technique et Distribution.
Elvira, maîtresse des ténèbres (Elvira, Mistress of the Dark) est un film américain réalisé par James Signorelli, sorti en 1988.

## Synopsis
Devenue une star de la série Z horrifique, Elvira voudrait monter un grand spectacle à Las Vegas, mais il lui manque cinquante mille dollars. C'est à ce moment qu'elle apprend la mort de sa riche grand-tante, Morgana. Avec ce décès renaît l'espoir.
Elvira débarque alors dans la petite ville ultra conservatrice de Fallwell dans le Massachusetts. La grand-tante décédée ne lègue à Elvira que sa maison et un mystérieux livre de cuisine pour lequel un vieil oncle, Vincent, paraît prêt à toutes les folies. Elvira se heurte aussi à Chastity Pariah, une mégère représentant un club de défense de la moralité.

## Fiche technique
- Titre français : Elvira, maîtresse des ténèbres
- Titre original : Elvira, Mistress of the Dark
- Réalisateur : James Signorelli
- Scénario : Sam Egan, John Paragon & Cassandra Peterson
- Musique : James B. Campbell
- Photographie : Hanania Baer
- Montage : Battle Davis (de)
- Production : Eric Gardner & Mark Pierson
- Sociétés de production : New World Pictures, NBC Productions & Panacea Entertainment
- Société de distribution : New World Pictures
- Pays :  États-Unis
- Langue : Anglais
- Format : Couleur - Dolby - 35 mm - 1.85:1
- Genre : Comédie, Fantastique
- Budget : 7 500 000 $
- Durée : 93 min
- Date de sortie :
  - France : 24 janvier 1990 en salles + 16 juillet 2019 en Combo DVD+BLU-RAY

## Distribution

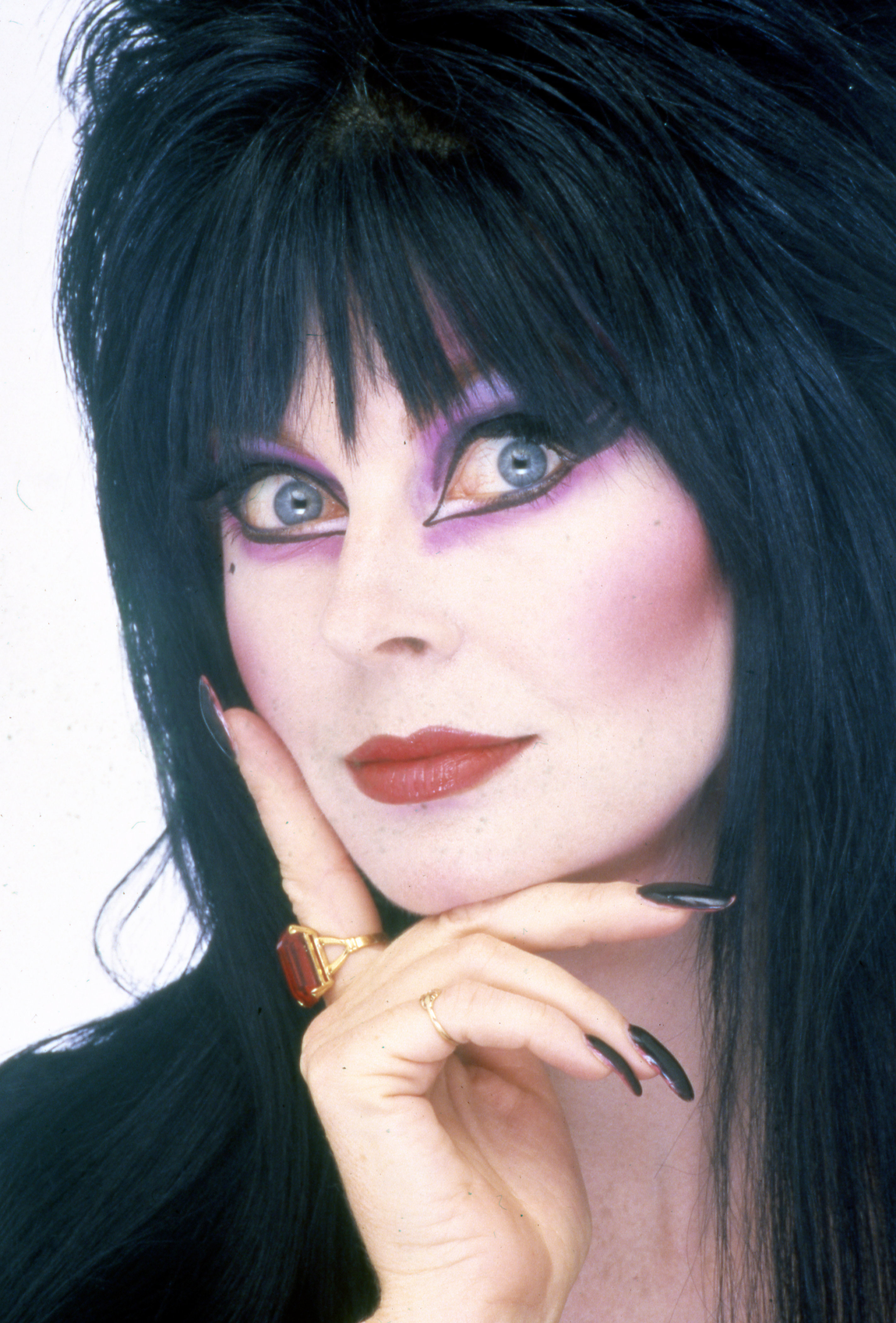
Cassandra Peterson, alias Elvira, maîtresse des ténèbres.

- Cassandra Peterson (VF : Évelyne Grandjean) : Elvira / Morgana Talbot
- William Morgan Sheppard : Vincent Talbot
- Daniel Greene (VF : José Luccioni) : Bob Redding
- Edie McClurg (VF : Jeanine Forney) : Chastity Pariah
- Kris Kamm : Randy
- Scott Morris : Sean
- Ira Heiden : Bo
- Ellen Dunning (VF : Aurélia Bruno) : Barbara Meeker
- Susan Kellerman (VF : Caroline Jacquin : Patty
- Jeff Conaway : Travis
- Frank Collison : Billy
- Pat Crawford Brown : Madame Meeker
- William Duell : Lesley Meeker
- Kurt Fuller : M. Glotter
- Charles Woolf : Manny
- Jack Fletcher : Le notaire Bigelow
- Lee McLaughlin (VF : Robert Darmel) : Earl dit « l'étalon d'or »

## Analyse
Un peu comme une autre figure mythique de la télévision, Pee Wee Herman, qui venait de triompher au cinéma, en 1985, dans Pee-Wee's Big Adventure (dans lequel elle faisait une amicale participation), Cassandra Peterson s'affranchit du petit écran où elle s'était forgé le personnage haut en couleur d'Elvira, en lui accordant une vie à part entière dans cette mordante comédie fantastique.
Le scénario exploite avec ironie le décalage culturel entre la petite ville provinciale, aux mœurs strictes et à l'esprit étroit, et l'excentricité d'Elvira, superficielle et tape-à-l'œil.

## Suite
Malgré un relatif succès international de ce premier film, il lui faudra attendre une douzaine d'années avant qu'une suite ne lui soit donnée, Elvira et le Château hanté (2001) de Sam Irvin.

## Autour du film
- La scène où Elvira se fait asperger de pétrole est une référence a la scène du film Carrie, au bal du diable de Brian De Palma
- La situation avec la journaliste s'est réellement produite lorsque Cassandra Peterson travaillait dans une station télé.
- Lors de la scène du bûcher, la chaleur était tellement forte qu'elle a fait fondre la perruque d'Elvira.
- Le nom du personnage de Vincent Talbot a été choisi en hommage aux acteurs Vincent Price et Lyle Talbot.
- Dans certaines scènes le corps et les mains d'Elvira appartiennent à sa doublure Susan McNabb.
- Le film qu'Elvira fait projeter dans le cinéma de son ami Bob est L'Attaque des tomates tueuses.

## Nominations
- 9e cérémonie des Razzie Awards (1989) : pire actrice (Cassandra Peterson)
- Académie des films de science-fiction, fantastique et horreur (1990) : meilleure actrice (Cassandra Peterson)
- Fantasporto (1990) : meilleur film fantastique international